# Ernst Wiemann
Ernst Wiemann (* 21. Dezember 1919 in Stapelburg; † 17. Mai 1980 in Hamburg) war ein deutscher Opernsänger (Bass).

## Leben
Interessiert an Musik spielte Ernst Wiemann schon als kleiner Junge Akkordeon und Geige. Mit 17 Jahren nahm er Gesangsunterricht und erhielt 1940 sein erstes Engagement als Solist in Kiel, anschließend 1941 in Stralsund. Wiederum ein Jahr später bekam er einen Solistenvertrag an der Volksoper Berlin. Auftreten konnte er dort jedoch nicht mehr, weil er zum Kriegseinsatz an die Ostfront eingezogen wurde.
Nach dem Zweiten Weltkrieg nahm Ernst Wiemann nochmals Gesangsunterricht und wurde in der Spielzeit 1950/51 an die Gelsenkirchener Oper verpflichtet. Von 1955 bis 1957 sang er an der Oper in Nürnberg. Von 1957 bis zu seinem Tode 1980 war er fest an der Staatsoper Hamburg engagiert.
1965 wurde ihm vom Senat der Hansestadt Hamburg in Anerkennung seiner künstlerischen Verdienste der Titel eines Kammersängers verliehen.
Gegen Ende der 50er Jahre begann auch seine internationale Karriere. Ab 1961 trat er bis 1969  an der Metropolitan Oper (MET) in New York auf. Als Antrittsrolle sang er dort den König Heinrich in Lohengrin von Richard Wagner.  Mit stetigem Erfolg sang er dort die großen deutschen Basspartien, vor allem im Wagner-Fach.
Im Laufe seiner Sängerlaufbahn führte ihn der Weg an die großen Opernhäuser und Festspielorte der Alten und der Neuen Welt: Berlin, München, Barcelona, London, Edinburgh, Florenz, Paris, Aix-en-Provence, Mailand, Brüssel, Wien, Lausanne, Nizza, Toulouse, Kopenhagen, Venedig, Rom, Bologna, Bordeaux, Marseille, Boston, New Orleans, Dallas, Atlanta, Cleveland, Detroit.
Ernst Wiemann wurde überregional durch zahlreiche Schallplattenaufnahmen bekannt. Zu hören ist er in diversen Schallplattenaufnahmen und Rundfunkaufnahmen, v. a. von MET-Aufführungen.
In den für den NDR produzierten Televisionsfilmen ist er als Rocco in Fidelio  (1968) und als Veit Pogner in Die Meistersinger von Nürnberg (1970) zu sehen und zu hören.
Im Mai 1980 verstarb Ernst Wiemann im Alter von 60 Jahren plötzlich an Herzversagen. Sein Grab befindet sich auf dem Reichelsdorfer Waldfriedhof in Nürnberg.

## Rollen (Auswahl)
- Ludwig van Beethoven: Fidelio – Rocco
- Richard Wagner: Die Meistersinger von Nürnberg – Hans Sachs, Veit Pogner
- Richard Wagner: Lohengrin – König Heinrich
- Richard Wagner: Der Fliegende Holländer – Daland
- Richard Wagner: Parsifal – Gurnemanz
- Richard Wagner: Der Ring des Nibelungen – Fasolt, Fafner, Hunding, Hagen
- Carl Maria von Weber: Der Freischütz – Kuno, Kaspar, Eremit

## Tondokumente (Auswahl)
- Ludwig van Beethoven: Fidelio als Rocco (DVD, Arthaus, 2007)
- Richard Wagner: Die Meistersinger von Nürnberg als Veit Pogner (DVD, Arthaus, 2007)
- Richard Wagner: Das Rheingold als Fafner (CD, Walhall, 2012)
- Richard Wagner: Die Walküre als Hunding (CD, Walhall, 2012)
- Carl Maria von Weber: Der Freischütz als Kuno (CD, EMI, 1988)
- Wolfgang Amadeus Mozart: Don Giovanni als Il Commendatore (CD, EMI, 1990)
- Giuseppe Verdi: Il trovatore als Ferrando (CD, EXL, 1993)
- Giuseppe Verdi: Aida als Ramfis (CD, Ada Global, 1995)